# Richard M. Sudhalter
Richard Merrill "Dick" Sudhalter, född den 28 december 1938 i Boston, död den 19 september 2008 på Manhattan, var en amerikansk jazzmusiker (trumpet, kornett), författare och journalist.
Sudhalter var son till saxofonisten Al Sudhalter, vilken uppmuntrade honom att också ägna sig åt musik. Sudhalter junior började spela kornett vid 12 års ålder och framträdde inom några år som professionell musiker. Parallellt verkade han dock även som journalist och var från 1960 stationerad i Europa där han bland annat bevakade Pragvåren 1968 för nyhetsbyrån UPI. 
Som musiker spelade Sudhalter bland annat med New York Jazz Repertory Company, The New Paul Whiteman Band, The Anglo-American Alliance och Classic Jazz Quartet; de tre senare var han även medgrundare av. Han framträdde också ofta tillsammans med jazzmusiker ur äldre generationer inkluderande musiker som varit aktiva redan under tidigt 1920-tal.
Som författare verkade Sudhalter bland annat som jazzkritiker i New York Post och skribent i jazztidskriften Storyville. Mest känd är han dock för tre större böcker, dels två biografier över Bix Beiderbecke (Bix - Man & Legend, 1974; tillsammans med Philip R. Evans) respektive Hoagy Carmichael (Stardust Melody, 2002), dels den monumentala Lost Chords (1999), en mycket omfattande studie av vita musikers bidrag till jazzhistorien fram till 1945.